# Hamilton (Wisconsin)
Hamilton es un pueblo ubicado en el condado de La Crosse en el estado estadounidense de Wisconsin. En el Censo de 2010 tenía una población de 2436 habitantes y una densidad poblacional de 18,75 personas por km².

## Geografía
Hamilton se encuentra ubicado en las coordenadas 43°56′38″N 91°6′1″O / 43.94389, -91.10028. Según la Oficina del Censo de los Estados Unidos, Hamilton tiene una superficie total de 129.89 km², de la cual 127.41 km² corresponden a tierra firme y (1.91%) 2.48 km² es agua.

## Demografía
Según el censo de 2010, había 2436 personas residiendo en Hamilton. La densidad de población era de 18,75 hab./km². De los 2436 habitantes, Hamilton estaba compuesto por el 98.23% blancos, el 0.33% eran afroamericanos, el 0.04% eran amerindios, el 0.9% eran asiáticos, el 0% eran isleños del Pacífico, el 0.12% eran de otras razas y el 0.37% pertenecían a dos o más razas. Del total de la población el 0.37% eran hispanos o latinos de cualquier raza.